# Cedusa flava
Cedusa flava är en insektsart som först beskrevs av Van Stalle 1984.  Cedusa flava ingår i släktet Cedusa och familjen Derbidae. Inga underarter finns listade i Catalogue of Life.